# Mike Dunleavy (homme politique)
Pour les articles homonymes, voir Mike Dunleavy.
Mike J. Dunleavy est un homme politique américain, né le 5 mai 1961 à Scranton (Pennsylvanie). Membre du Parti républicain, il est gouverneur de l'Alaska depuis le 3 décembre 2018.

## Biographie
En juillet 2017, Dunleavy annonce sa candidature à l'élection de 2018 pour le poste de gouverneur de l'Alaska. En septembre, il suspend sa campagne pendant quelques mois en raison de problèmes cardiaques. Il démissionne de son mandat au Sénat de l'Alaska le 15 janvier 2018 pour se concentrer sur sa campagne. Il remporte la primaire républicaine du 21 août contre l'ancien lieutenant-gouverneur Mead Treadwell. Il fait face lors de l'élection générale au gouverneur indépendant sortant Bill Walker et à l'ancien sénateur démocrate Mark Begich. Malgré le retrait de Walker le 19 octobre pour apporter son soutien à Begich, Dunleavy est élu lors de le 6 novembre 2018. Il prend ses fonctions le 3 décembre suivant à Kotzebue, ville située au nord du cercle polaire arctique. 
Il est réélu le 8 novembre 2022. Le 5 décembre suivant, il prête serment pour son deuxième mandat, avec la lieutenante-gouverneure Nancy Dahlstrom.